# Notoperla fuegiana
Notoperla fuegiana är en bäcksländeart som först beskrevs av Günther Enderlein 1905.  Notoperla fuegiana ingår i släktet Notoperla och familjen Gripopterygidae. Inga underarter finns listade i Catalogue of Life.